# Henryk Wizner
Henryk Wizner (ur. 25 sierpnia 1936) – polski lekkoatleta, sprinter.
Dwukrotny medalista mistrzostw Polski (1958): złoto w sztafecie 4 × 400 metrów oraz srebro w sztafecie 4 × 100 metrów.

## Rekordy życiowe
- Bieg na 200 metrów – 22,2 (1961)[1]
- Bieg na 400 metrów – 49,3 (1961)[1]